# Östra Finlands Nation
Östra Finlands Nation (en français : Nation de Finlande orientale, sigle ÖFN) est l'une des 15 nations étudiantes de l'Université d'Helsinki.
De langue suédoise, elle a été fondée en 1924 pour regrouper les étudiants de Savonie-Carélie, Finlande du Sud-Est, et Uusimaa de l'Est.